# Uraeusorm
Uraeusorm, även uræus,  är en egyptisk kobra som var symbol för kungamakten i forntida Egypten och gudinnan Wadjet inom den egyptiska mytologin. 

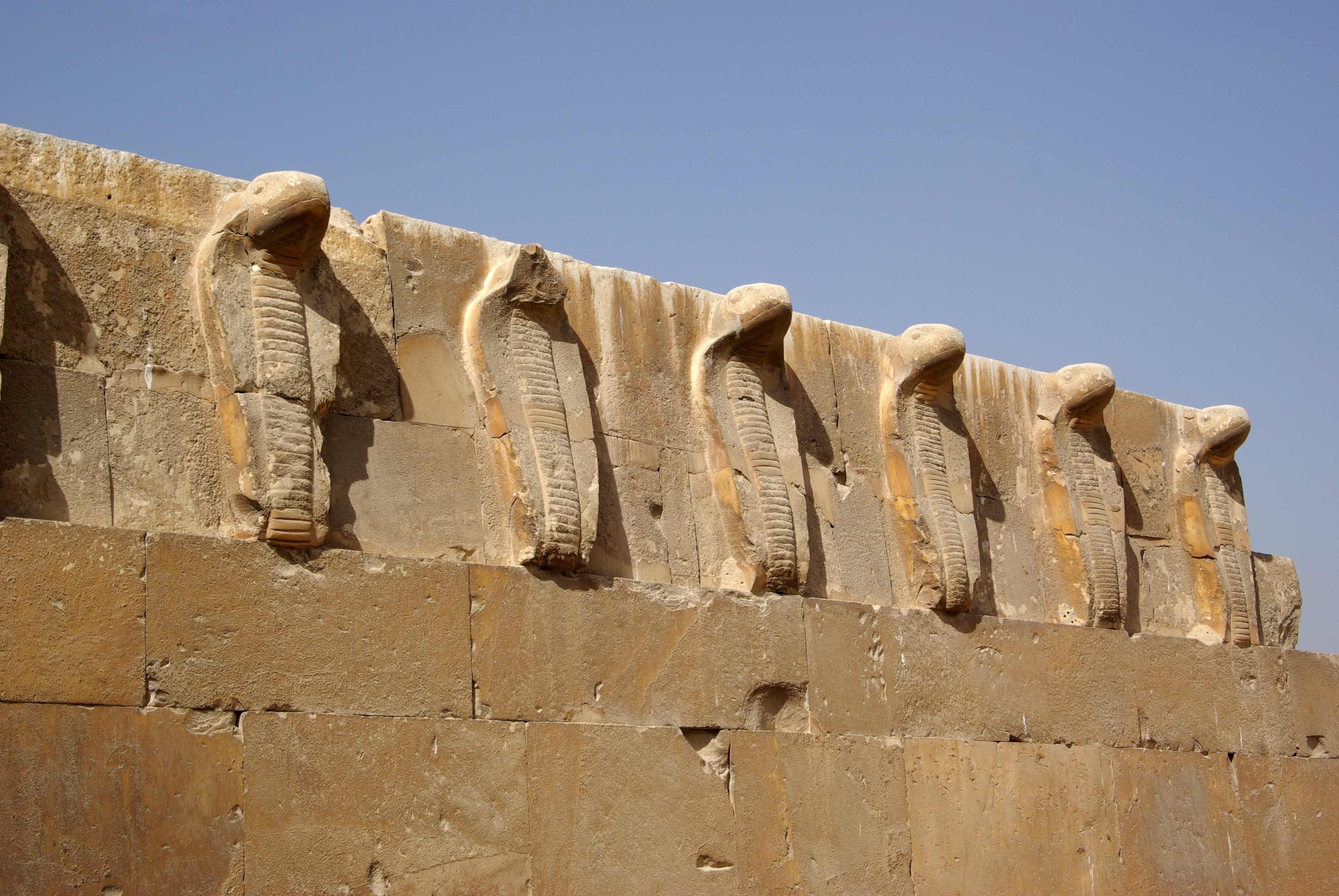
Fris med uraeusormar vid Djosers trappstegspyramid i Sakkara.

Wadjet, som grekerna kallade Buto, var Nedre Egyptens skyddsgudinna. Hon avbildades vanligen som den eldsprutande kobran uraeus som kunde döda fienderna till dem som stod under hennes beskydd med eldslågor. 
Uraeusormen placerades ofta i pannan på avbildningar av de kungliga, vanligen med lyft huvud,   redo att anfalla. Den återfinns på olika huvudbonader, diadem och kronor, till exempel Nedre Egyptens röda krona deshret och faraonernernas huvudduk Nemes.

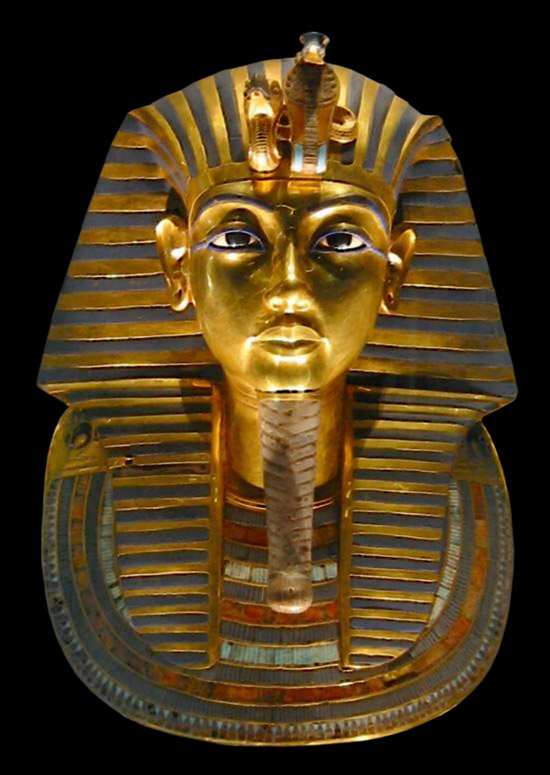
Tutankhamons begravningsmask.

På dubbelkronan pschent som användes i det enade Egypten fanns både en uraeusorm och huvudet av den vita gam som symboliserade Övre Egyptens skyddsgudinna Nekhebet. På Tutankhamons begravningsmask finns både en kobra och en gam.